# Zbigniew Bartman
Zbigniew Bartman (né le 4 mai 1987 à Varsovie, dans la voïvodie de Mazovie) est un joueur polonais de volley-ball. Il mesure 1,98 m et joue réceptionneur-attaquant. Il totalise 137 sélections en équipe de Pologne.

## Biographie
Il a reçu la Croix de chevalier de l'ordre Polonia Restituta en 2009.

## Clubs
| Club                    | De             | À             |
| ----------------------- | -------------- | ------------- |
| Płomień SA Sosnowiec    | 2004-2005      | 2004-2005     |
| Blu Volley Vérone       | 2005-2006      | 2006-2007     |
| Halkbank Ankara         | 2007-2008      | 2007-2008     |
| AZS Częstochowa         | septembre 2008 | décembre 2008 |
| Gazprom-Iourga Sourgout | janvier 2009   | mai 2009      |
| Prisma Tarente          | 2009-2010      | 2009-2010     |
| Politechnika Varsovie   | 2010-2011      | 2010-2011     |
| Jastrzębski Węgiel      | 2011-2012      | 2011-2012     |
| Resovia Rzeszów         | 2012-2013      | 2012-2013     |
| Pallavolo Modène        | 2013-2014      | 2013-2014     |
| Jastrzębski Węgiel      | 2014-2015      | 2014-2015     |
| Sichuan Chengdu         | 2015-2016      | février 2016  |
| Stade poitevin          | février 2016   | avril 2016    |
| Al-Rayyan SC            | avril 2016     | 2016          |
| Galatasaray SK          | 2016-2017      | 2016-2017     |
| UPCN San Juan           | 2017-2018      | ...           |

## Palmarès

### En club
- Ligue mondiale (1)
  - Vainqueur : 2012
- Coupe du monde
  - Finaliste : 2011
- Championnat d'Europe (1)
  - Vainqueur : 2009
- Championnat d'Europe des moins de 19 ans (1)
  - Vainqueur : 2005

### En équipe nationale
- Championnat du monde des clubs
  - Finaliste : 2011
- Championnat de Pologne (1)
  - Vainqueur : 2013
- Championnat de Turquie
  - Finaliste : 2008
- Championnat d'Argentine (1)
  - Vainqueur : 2018
- Coupe du Qatar (1)
  - Vainqueur : 2016
- Supercoupe d'Argentine (1)
  - Vainqueur : 2018

### Distinctions individuelles
- Meilleur attaquant de la Ligue mondiale 2012